# 윤유진
윤유진(1992년 7월 28일~)은 대한민국의 인터넷 방송인이다. 윰찌니(Jinnytty)라는 이름으로 활동하며, 2024년 3월 15일 기준으로 1,000,000명 이상의 트위치 팔로워를 보유하고 있다.